# Ейлія іржава
Ейлія іржава або ж листокрутка неповоротка (Eulia (Tortrix) ministrana L.) — шкідливий метелик з родини листокруток. Поширена на Поліссі, на півночі Лісостепу та в Карпатах.
Метелик у розмаху крил 18-25 міліметрів; передні крила червонувато-коричневі, різних відтінків, блискучі, з невеликою білою дисковою плямою. Крила широкі або слабо витягнуті. Лускоподібний покрив грудей позаду у вигляді окремих волосистих пучків. Внутрішні шпори задніх ніг значно довші від зовнішніх. Гусениці спочатку знаходяться під загорнутим краєм, пізніше в трубках із листків на дубі, буку, березі, вербі, ліщині, липі, шипшині тощо.